# Saint-Germain-Langot
Saint-Germain-Langot é uma comuna francesa na região administrativa da Normandia, no departamento Calvados. Estende-se por uma área de 10,25 km². Em 2010 a comuna tinha 321 habitantes (densidade: 31,3 hab./km²).